# إدارة أهواشابان
إدارة أهواشابان (بالإنجليزية: Ahuachapán Department)‏ هي إدارة في السلفادور، تتبع السلفادور، بلغ عدد سكانها 319٬503 نسمة، في 2007، عاصمتها أهواتشابان، تبلغ مساحتها 1٬239٫6 كيلومتر مربع.